# Boulevard du vice
Pour plus de détails, voir Fiche technique et Distribution.

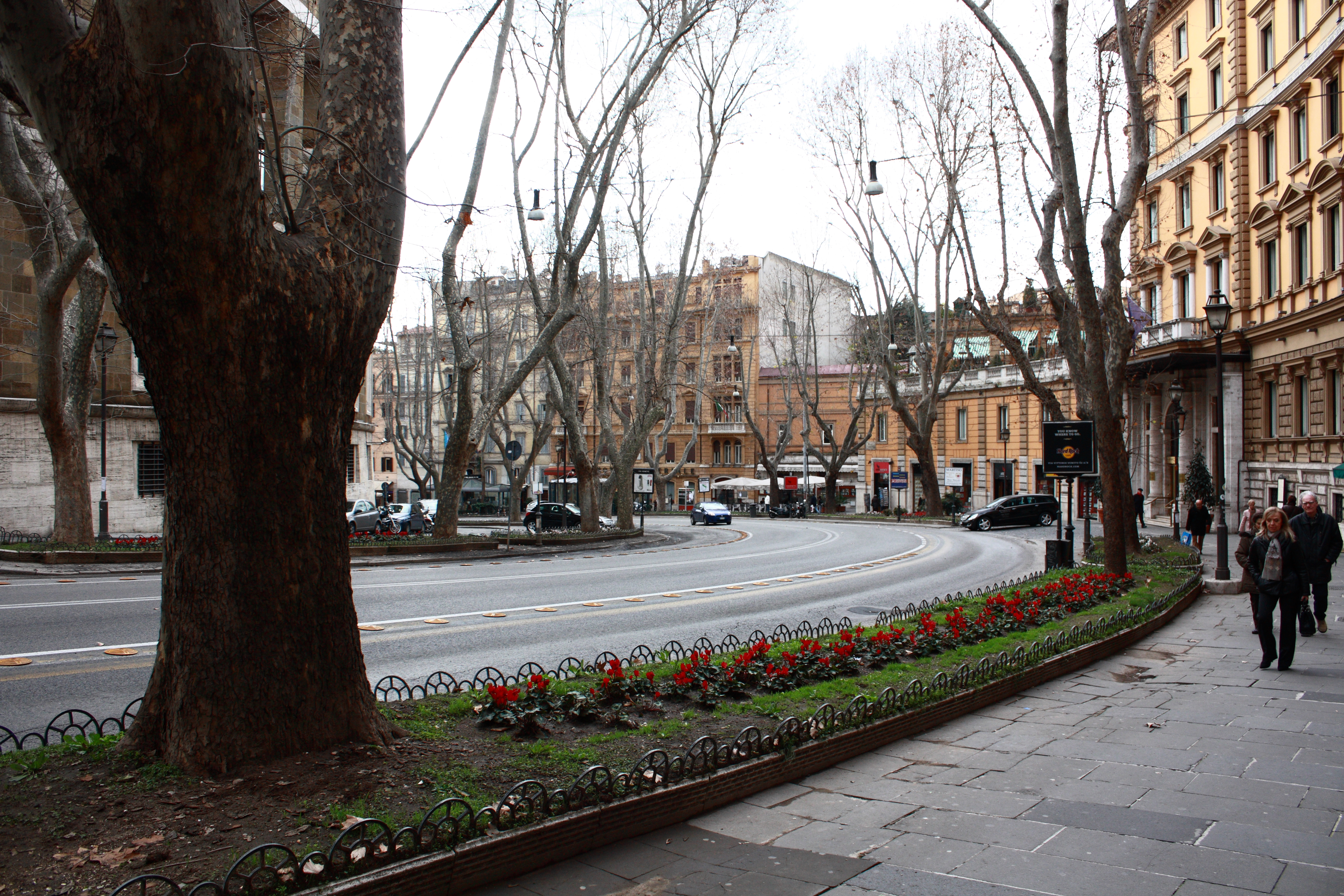
Via Veneto.

Boulevard du vice (Via Veneto) est une comédie de mœurs italienne de Giuseppe Lipartiti sortie en 1964.

## Synopsis
A Rome, un jeune homme qui vit de magouilles et d'escroquerie parvient à convaincre un riche industriel de province de financer un film. Ayant reçu une importante avance, il commence à mener une vie dispendieuse sur la Via Veneto faite de voitures de luxe et de belles femmes. Il continue à embobiner le malheureux entrepreneur, jusqu'à ce que ce dernier se rende compte que le chèque remis par le jeune homme pour garantir l'avance est en bois.

## Fiche technique
- Titre original italien : Via Veneto[1]
- Titre français : Boulevard du vice[2]
- Réalisateur : Giuseppe Lipartiti
- Scénario : Giuseppe Lipartiti, Livia Lipartiti, Lino S. Haggiag, Arnaldo Marrosu
- Photographie : Aldo Greci
- Montage : Otello Colangeli
- Musique : Piero Umiliani
- Décors : Danilo Zanetti
- Costumes : Rosalba Menichelli
- Maquillage : Carlo Sindici
- Production : Antonio Crescenzi, Amerigo Presutti, Ever Haggiag
- Sociétés de production : L.D.M. Cinematografica, Cosmos Film, Lonc Cinematografica
- Pays de production :  Italie
- Langue originale : italien
- Format : Noir et blanc - Son mono - 35 mm
- Durée : 101 minutes
- Genre : Comédie de mœurs
- Dates de sortie :
  - Italie : 23 avril 1964
  - France : 1968[2]

## Distribution
- Gérard Blain : Renato
- Cristina Gaioni : Paola
- Donatella Turri : Sandra
- Leopoldo Trieste :
- Umberto D'Orsi :
- Silla Bettini :
- Cesare Miceli Picardi :
- Maurizio Arena :
- Milena Bettini :
- Franca Polesello :
- Frank Wolff :
- Michèle Mercier :
- Claudio Gora :
- Ingrid Schoeller :
- Margaret Lee :
- Špela Rozin :
- Jean Rougeul :
- Mario Brega :
- Franco Ressel :
- Nando Angelini :